# Nino Khurtsidze
Nino Khurtsidze (28 de setembre de 1975 - 22 d'abril de 2018) va ser una jugadora d'escacs georgiana. Va ser guardonada amb els títols de la FIDE de Gran Mestra Femenina (WGM) el 1993 i de Mestre Internacional (IM) el 1999. Va guanyar el Campionat Mundial d'escacs femení sub-20 els anys 1993 i el 1995. Khurtsidze també va guanyar el Campionat del món d'escacs femení sub-16 de 1991 a Guarapuava, Brasil, el Campionat d'Europa femení sub-20 el 1992, el campionat absolut d'escacs de Geòrgia el 1998 i el campionat femení de Geòrgia cinc vegades (el 1989, 1993, 2005, 2006 i 2013).

## Resultats destacats en competició
Va participar en el Torneig Interzonal Femení el 1993 a Jakarta, Indonèsia i el 1995 a Chișinău, Moldàvia. Aquestes proves formaven part del cicle del Campionat del Món d'escacs femení de 1996 i 1999 respectivament.
El 1998 va guanyar a Rotterdam el Campionat Femení d'Universitats, organitzat per la FISU.
Khurtsidze va competir al Campionat del Món femení celebrat amb el format eliminatòria els anys 2000, 2001, 2004, 2006, 2008, 2012, 2015 i 2017. Els seus millors resultats es van produir a Moscou 2001 (arribant als vuitens de final, on va ser derrotada per l'eventual guanyadora, Zhu Chen), a Iekaterinburg 2006 (vuitens de final - derrotada per Alissa Gal·liàmova), i a Teheran 2017 (setzens de final - derrotada per Antoaneta Stéfanova).
En esdeveniments per equips, Khurtsidze va jugar amb Geòrgia a l'Olimpíada d'escacs femenina els anys 1998, 2000, 2002, 2006 i 2012, el Campionat del món femení d'escacs per equips el 2007 i l'equip que va guanyar-hi la medalla de bronze el 2011 i l'Europeu per equips els anys 1999, 2003, 2005, 2007, 2009, 2011 i 2013. Va formar part de l'equip femení de Geòrgia al 4t Campionat del món d'escacs per equips, celebrat a Lucerna, Suïssa el 1997. Khurtsidze també va competir a la Copa d'Europa de Clubs Femenina amb cinc equips diferents els anys 1996, 1999, 2001, 2005, 2006, 2007, 2008, 2009 i 2010.
El 2004, va quedar segona darrere d'Evgeny Shaposhnikov al torneig obert d'Essen. El 2005, va ser la jugadora d'escacs número dos femenina de Geòrgia amb una puntuació de 2420. L'any 2012 Khurtsidze va participar al torneig del Gran Premi Femení de la FIDE a Djermuk, Armènia.
Va residir a Tbilisi i va ser entrenada durant molts anys pel GM Konstantin Aseev.
Khurtsidze va morir de càncer l'abril de 2018.